# Christian Klien
Christian Klien (Hohenems, 7 febbraio 1983) è un pilota automobilistico austriaco, attivo in Formula 1 dal 2004 al 2006 e nel 2010.

## Carriera

### Gli esordi
Klien cominciò a correre sui kart all'età di 13 anni, nel 1996. Per due anni disputò molte gare nei campionati di kart austriaco e svizzero mettendosi spesso in luce con molte vittorie. Nel 1999 l'austriaco passò alla Formula BMW Junior, dove vinse tre gare e conquistò una pole position, concludendo il campionato al quarto posto. Visti i buoni risultati ottenuti nel 2000, venne ingaggiato dal Team Rosberg, in Formula BMW ADAC. Dopo un primo anno di apprendistato, in cui concluse decimo, nella seconda stagione riuscì a vincere cinque gare e finì il campionato terzo. Nel 2002 Klien lasciò la Formula BMW per passare alla Formula Renault, partecipando contemporaneamente sia a quella tedesca, che vinse, che a quella europea, in cui giunse sesto. Dopo questo il pilota austriaco decise di passare alla Formula 3, dove concluse secondo con tre vittorie. Nello stesso anno Klien vinse anche il Masters di Formula 3.

### Formula 1

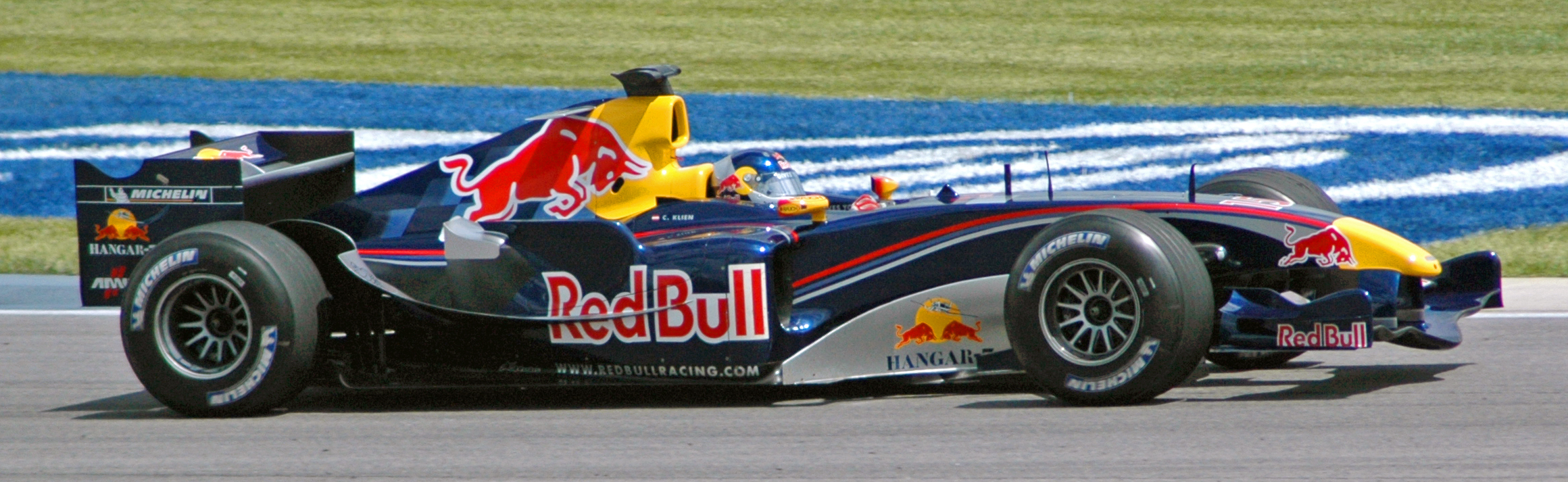
Klien con la Red Bull

Dopo i buoni risultati ottenuti nel 2003, nella stagione 2004 Klien fece il suo esordio in Formula 1 con la Jaguar, andando a sostituire Justin Wilson. La prima stagione fu comunque difficile e l'unico risultato di rilievo fu un sesto posto in Belgio. Per il campionato 2005 venne confermato dalla scuderia nonostante il cambio di nome in Red Bull. La stagione iniziò bene per il pilota austriaco, con la conquista di 3 punti nelle prime due gare. Dal Gran Premio di San Marino, e così per quattro gare, si alternò alla guida della Red Bull con Vitantonio Liuzzi, terzo pilota della scuderia. Tornato titolare, ottenne altri punti e il miglior risultato fu rappresentato dal quinto posto in Cina. Klien fu confermato pilota ufficiale Red Bull anche nella stagione 2006, dove ottenne due ottavi posti in Bahrain e in Germania. Una volta chiaro che la squadra non era intenzionata a rinnovare il suo contratto per il campionato successivo, il pilota austriaco fu lasciato libero e sostituito per le ultime tre gare dal collaudatore Robert Doornbos.

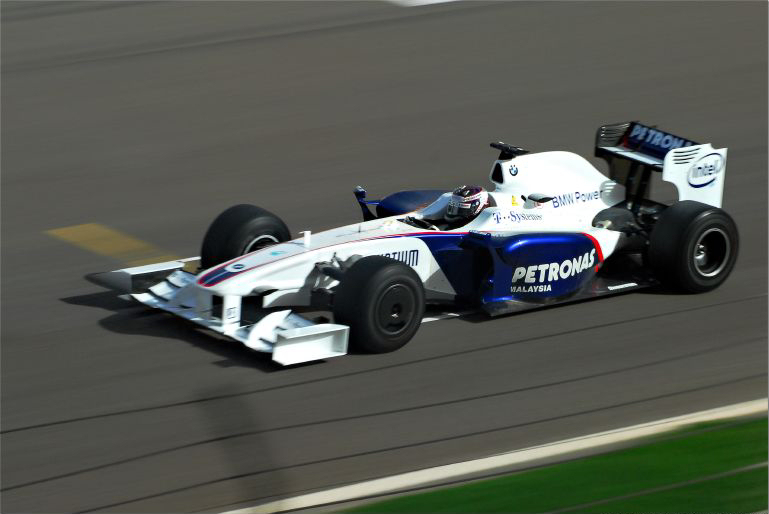
Klien testa la BMW in Bahrain

Venne quindi messo sotto contratto dalla Honda come collaudatore e terzo pilota per la stagione 2007. Nel dicembre 2007 in vista della stagione 2008, svolse un test con il neonato team Force India sul Circuito di Jerez de la Frontera con l'intento di divenire pilota titolare per la scuderia indiana. Poco prima dell'inizio del campionato, si accasa alla BMW Sauber sempre come pilota di riserva siglando poi un nuovo contratto anche per il campionato 2009. Nello stesso anno l'austriaco prende parte alla 24 Ore di Le Mans insieme a Ricardo Zonta e a Franck Montagny, giungendo al terzo posto, e alla manifestazione Petit Le Mans, facente parte dell'American Le Mans Series, concludendo secondo. Nel mondiale 2010 diventa collaudatore e pilota di riserva per l'HRT assieme a Sakon Yamamoto. Nel Gran Premio di Singapore prende il posto del pilota nipponico, che nel frattempo era diventato titolare della scuderia spagnola, per un'indisposizione di quest'ultimo; e lo sostituisce anche negli ultimi due Gran Premi stagionali. A fine anno, in vista del campionato 2011, Klien ha contestato l'atteggiamento delle squadre di Formula 1 in merito all'assegnazione dei sedili sulla base delle sponsorizzazioni.

### Dopo la Formula 1
Terminata l'esperienza nella massima serie automobilistica, nel 2011 disputa la 6 Ore di Silverstone del campionato Le Mans Series. Nel 2012 corre 5 gare del campionato Superstars Series con lo Swiss Team, mentre nel 2013 ne disputa 2 con la Scuderia Giudici. Nello stesso anno disputa le ultime due gare dell'European Le Mans Series con il team Newblood by Morand Racing, squadra con la quale gareggia anche nella stagione 2014. Nel 2015 prende parte alle prime due gare del mondiale Endurance con il Team ByKolles, mentre dal 2016 al 2018 disputa il Blancpain GT Series Endurance Cup con il team Emil Frey Racing. Dal 2020 al 2021 gareggia nell'International GT Open con il team JP Motorsport, prima con la Mercedes e poi con la McLaren. Con lo stesso team polacco partecipa dal 2021 al DTM.

### Risultati in F1
| 2004 | Scuderia | Vettura |    |    |    |    |     |     |    |   |     |    |    |    |    |   |    |     |    |    |  | Punti | Pos. |
| ---- | -------- | ------- | -- | -- | -- | -- | --- | --- | -- | - | --- | -- | -- | -- | -- | - | -- | --- | -- | -- |  | ----- | ---- |
| 2004 | Jaguar   | R5      | 11 | 10 | 14 | 14 | Rit | Rit | 12 | 9 | Rit | 11 | 14 | 10 | 13 | 6 | 13 | Rit | 12 | 14 |  | 3     | 16º  |

| 2005 | Scuderia | Vettura |   |   |    |    |    |    |    |   |    |     |    |   |     |   |    |   |   |   |   | Punti | Pos. |
| ---- | -------- | ------- | - | - | -- | -- | -- | -- | -- | - | -- | --- | -- | - | --- | - | -- | - | - | - | - | ----- | ---- |
| 2005 | Red Bull | RB1     | 7 | 8 | NP | TP | TP | TP | TP | 8 | NP | Rit | 15 | 9 | Rit | 8 | 13 | 9 | 9 | 9 | 5 | 9     | 15º  |

| 2006 | Scuderia | Vettura |   |     |     |     |     |    |     |    |    |     |    |   |     |    |    |  |  |  |  | Punti | Pos. |
| ---- | -------- | ------- | - | --- | --- | --- | --- | -- | --- | -- | -- | --- | -- | - | --- | -- | -- |  |  |  |  | ----- | ---- |
| 2006 | Red Bull | RB2     | 8 | Rit | Rit | Rit | Rit | 13 | Rit | 14 | 11 | Rit | 12 | 8 | Rit | 11 | 11 |  |  |  |  | 2     | 18º  |

| 2007 | Scuderia | Vettura |  |  |  |  |  |  |  |  |    |  |  |  |  |  |  |  |  |  |  | Punti | Pos. |
| ---- | -------- | ------- |  |  |  |  |  |  |  |  | -- |  |  |  |  |  |  |  |  |  |  | ----- | ---- |
| 2007 | Honda    | RA107   |  |  |  |  |  |  |  |  | SP |  |  |  |  |  |  |  |  |  |  | –     |      |

| 2010 | Scuderia | Vettura |  |  |  |  |    |  |  |  |    |  |  |  |  |  |     |  |  |    |    | Punti | Pos. |
| ---- | -------- | ------- |  |  |  |  | -- |  |  |  | -- |  |  |  |  |  | --- |  |  | -- | -- | ----- | ---- |
| 2010 | HRT      | F110    |  |  |  |  | SP |  |  |  | SP |  |  |  |  |  | Rit |  |  | 22 | 20 | 0     | 27º  |

| Legenda | 1º posto     | 2º posto | 3º posto    | A punti         | Senza punti/Non class.  | Grassetto – Pole position Corsivo – Giro più veloce |
| Legenda | Squalificato | Ritirato | Non partito | Non qualificato | Solo prove/Terzo pilota | Grassetto – Pole position Corsivo – Giro più veloce |